# بریزانددیک
بریزانددیک (به هلندی: Breezanddijk) یک منطقهٔ مسکونی در هلند است که در سودوست-فریسلان واقع شده‌است. بریزانددیک ۴ نفر جمعیت دارد.